# Peter Heigl (Sprachwissenschaftler)
Peter Heigl (* 19. Juni 1946 in Bad Aibling)  ist ein deutscher Sprachwissenschaftler und Autor.

## Leben
Peter Heigl besuchte das Humanistische Gymnasium in Traunstein und studierte an der Ludwig-Maximilians-Universität München, schloss mit dem Staatsexamen in Philologie, Theologie und Englisch ab und promovierte an der Ludwig-Maximilians-Universität München in  Philosophie mit den  Zweitfächern Psychologie und Pädagogik, Schwerpunkt Erwachsenenbildung. Seine Promotionsarbeit entstand bei Anton Neuhäusler, Ordinarius für Philosophie an der Ludwig-Maximilians-Universität München, zu dem Thema: Die Analogie von mystischem Bewusstsein und spirituellen Drogenerfahrungen und deren ethische Aspekte (München 1977), veröffentlicht unter dem Titel: Mystik und Drogenmystik. Ein kritischer Vergleich (Düsseldorf, Patmos Verlag 1979). Von 1972 bis 1973 war er Dozent am College of Commerce der University of Edinburgh/Großbritannien und von 1979 bis 1982 Professor an der Universidad de la República in Montevideo, Uruguay/Südamerika. Seit 1982 ist er Dozent in der Erwachsenenbildung und Autor von Büchern und Lehrwerken.
Heigl entwickelte eine Didaktik der Rhetorik, die auf sprachwissenschaftlichen und psychologischen Erkenntnissen aufbaut. Die Methode der klar definierten, kleinen und systematischen Schritte hat sich in der Erwachsenenbildung und betrieblichen Fortbildung weitgehend durchgesetzt. - Als Klassischer Philologe tritt er ein für einen allgemeinbildenden „Basiskurs Klassische Sprachen“, eine kurze Einführung in die beiden klassischen Sprachen Latein und Griechisch, mit Schwerpunkt Wortschatzarbeit und Etymologie. Dies entspreche der heutigen kulturellen Vielfalt in Europa mehr als extensives Lateinlernen. - In philosophischen Arbeiten versucht er eine Brücke zu bauen zwischen den Positionen von Albert Schweitzer, der sich in seiner Religionsphilosophie für ein Christentum ohne Dogmen einsetzt, und Albert Einstein und seiner so genannten „Kosmischen Religion“ / „Cosmic Religion“.

## Werke (Auswahl)
- Rhetorik. Gabal Verlag Offenbach, 22. Auflage 2016, ISBN 978-386936-256-4
- Rhetorik Startpaket. Jünger Medien Verlag Offenbach 2016 Nr. 9777
- Hablar bien en público y en privado. Editorial Alma Europa S.L. Barcelona 2013 ISBN 978-84-15618-15-7
- Kompetenz und Karriere. Etrillard S., Heigl P., Seiwert L. u. a. FOCUS Edition München 2010 ISBN 978-3-86936-158-1
- Gute Rhetorik Focus-Edition München 2009 Tonträger Sonderausgabe ISBN 978-3-89749-524-1
- 30 Minuten für gute Rhetorik. Tonträger  Gabal Verlag Offenbach 2005 ISBN 3-89749-187-7
- 30 Minuten für gute Rhetorik. Deutscher Sparkassenverlag Stuttgart 2005 Sonderausgabe ISBN 3-89749-187-7
- JAK. Mluvit na Verejnosti.Retorika. Czech Edition Pavel Dobrovský, 2012 ISBN 978-807306-595-9
- 30 minut Uczciwej Dyskusji. Wydawnictwo "KOS" Katowice 2007 ISBN 978-83 60528-41-9
- 30 minut aby zostac Dobrym Mówca.  Wydawnictwo "KOS" Katowice 2004 ISBN 978-83 60528-41-9
- Sicher reden.  PLS-Verlag Bremen 1991 ISBN 3-89444-067-8
- Trainer-Leitfaden für Rhetorik-Seminare.  PLS-Verlag Bremen 1991 ISBN 3-89444-064-3
- Religion und Religionen. Wesen und Kern.  Gabal Verlag Offenbach 2006  ISBN  3-89749-581-3
- Philosophie. Geschichte und Strömungen.  Gabal Verlag Offenbach 2004  ISBN 3-89749-446-9
- Philosophie. Philosophen und ihre Lehren.  Gabal Verlag Offenbach 2004  ISBN  3-89749-478-7
- Faires Streiten und gute Konflikt-Kultur.  Gabal Verlag Offenbach 2003 (3. Auflage 2009) ISBN  3-89749-295-4
- Warum bin ich Christ? In: Freies Christentum, 2009 Heft 4, ISSN 0931-3834
- Jesus Christus der Mystiker. Spiritualität und Mystik im Leben und Wirken Jesu. In: Freies Christentum, 66. Jg. Heft 5, 2014, S. 130 ff., ISSN 09313834
- Theologisches Sprechen ist Symbolsprache. In: Freies Christentum, 75. Jg. Heft 6, 2023, S. 148 ff., ISSN 09313834
- Einstein, Physiker, Metaphysiker, Mystiker. In: Heigl,P.: Religion und Religionen. Wesen und Kern. Gabal Verlag Offenbach 2006, S. 64 ff. ISBN 3-89749-581-3
- Lingua Latina Viva. Der lebendige Lateinkurs zur Allgemeinbildung.  Buch und Tonträger PLS Verlag Bremen 1984 ISBN 3-924937-02-8
- Bayreuther Thesen zur Zukunft der Klassischen Sprachen. Classicum statt Latinum. in: Fachverband Moderne Fremdsprachen www.fmf-bayern.de/download/LateinHeigl.doc
- Classicum - Latinum - Graecum. Wilhelm von Humboldt und PISA.  in: www.classicum.de/thesen
- Latinum Latrinum! Latinum Divinum! Wie das Latinum entstand, wie es verschwand, und warum Latein immer leben wird. in: www.classicum.de/thesen
- Classicum - Latin and Greek Light. Yes we can!  in: www.classicum.de/thesen
- CLASSICUM QUID EST QUID VULT QUIS VULT. in: www.classicum.de/thesen